# Adesmus vilhena
Adesmus vilhena es una especie de escarabajo longicornio del género Adesmus, categorizada en la tribu Hemilophini, de la subfamilia Lamiinae. Fue descrita por Galileo & Martins en 1999.

## Descripción
Mide 17,7-18 mm de longitud.

## Distribución
Se distribuye por América del Sur: Bolivia, Brasil y Perú.